# Allianz Cup 2013
L'Allianz Cup 2013 è stato un torneo di tennis facente parte della categoria ITF Women's Circuit nell'ambito dell'ITF Women's Circuit 2013. Il torneo si è giocato a Sofia in Bulgaria dal 9 al 15 settembre 2013 su campi in terra rossa e aveva un montepremi di $25,000.

## Vincitrici

### Singolare
Patricia Mayr-Achleitner ha battuto in finale  Kristína Kučová con il punteggio di 6–2, 1–6, 6–3

### Doppio
Dia Evtimova /  Viktorija Tomova hanno battuto in finale  Beatriz García Vidagany /  Réka-Luca Jani con il punteggio di 6–4, 2–6, [10–6]